# Forshaga köping
Denna artikel handlar om den tidigare kommunen Forshaga köping. För orten se Forshaga, för dagens kommun, se Forshaga kommun.
Forshaga köping var en tidigare kommun i Värmlands län.

## Administrativ historik
Forshaga köping bildades den 1 januari 1944 (enligt beslut den 26 mars 1943) genom en utbrytning ur Grava landskommun av Forshaga församling och Forshaga municipalsamhälle, inrättat 1 november 1907. Av stadsstadgorna gällde först endast byggnadsstadgan och brandsstadgan. Enligt beslut den 6 december 1946 gällde samtliga av stadsstadgorna i köpingen.
1 januari 1971 uppgick köpingen i Forshaga kommun.

### Kyrklig tillhörighet
I kyrkligt hänseende tillhörde köpingen Forshaga församling som hade utbrutits ur Grava församling 1908.

## Kommunvapen
Blasonering: Medelst en vågskura styckad sköld i grönt - vari ett flottningsmärke "krona med hack" av guld - och guld - vari en trebladig grön lagerkvist.
Vapnet fastställdes 1954. Kronan är ett märke som stämplades på ved som flottades till ett pappersbruk på orten, lagerkvisten är tagen från den från området stammande släkten von Lagerlöf. Efter kommunbildningen registrerades vapnet i PRV år 1979.

## Geografi
Forshaga köping omfattade den 1 januari 1952 en areal av 47,51 km², varav 42,61 km² land.

### Tätorter i köpingen 1960
I Forshaga köping fanns tätorten Forshaga, som hade 3 938 invånare den 1 november 1960. Tätortsgraden i köpingen var då 86,1 procent.

## Politik

### Mandatfördelning i valen 1946-1966
| 4 | 15 |  | 3 | 2 |

| 23 |

|  | 17 |  | 5 |  |

| 23 |

|  | 18 |  | 3 | 2 |

| 23 |

|  | 17 |  | 3 | 3 |

| 23 |

|  | 17 | 2 | 3 | 2 |

| 23 |

| 2 | 16 | 2 | 3 | 2 |

| 20 | 5 |